# Calverbühl

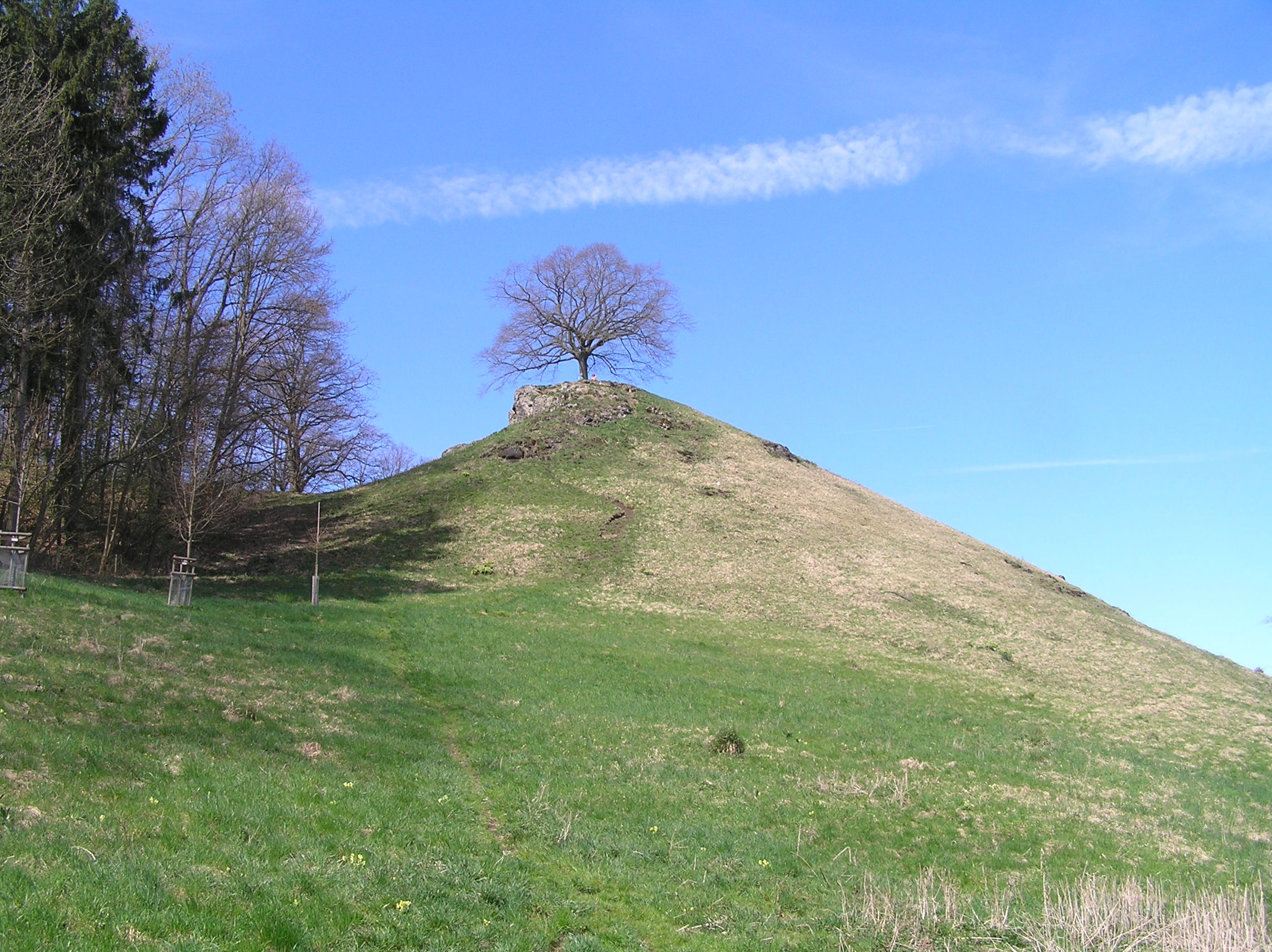
Calverbühl bei Dettingen an der Erms

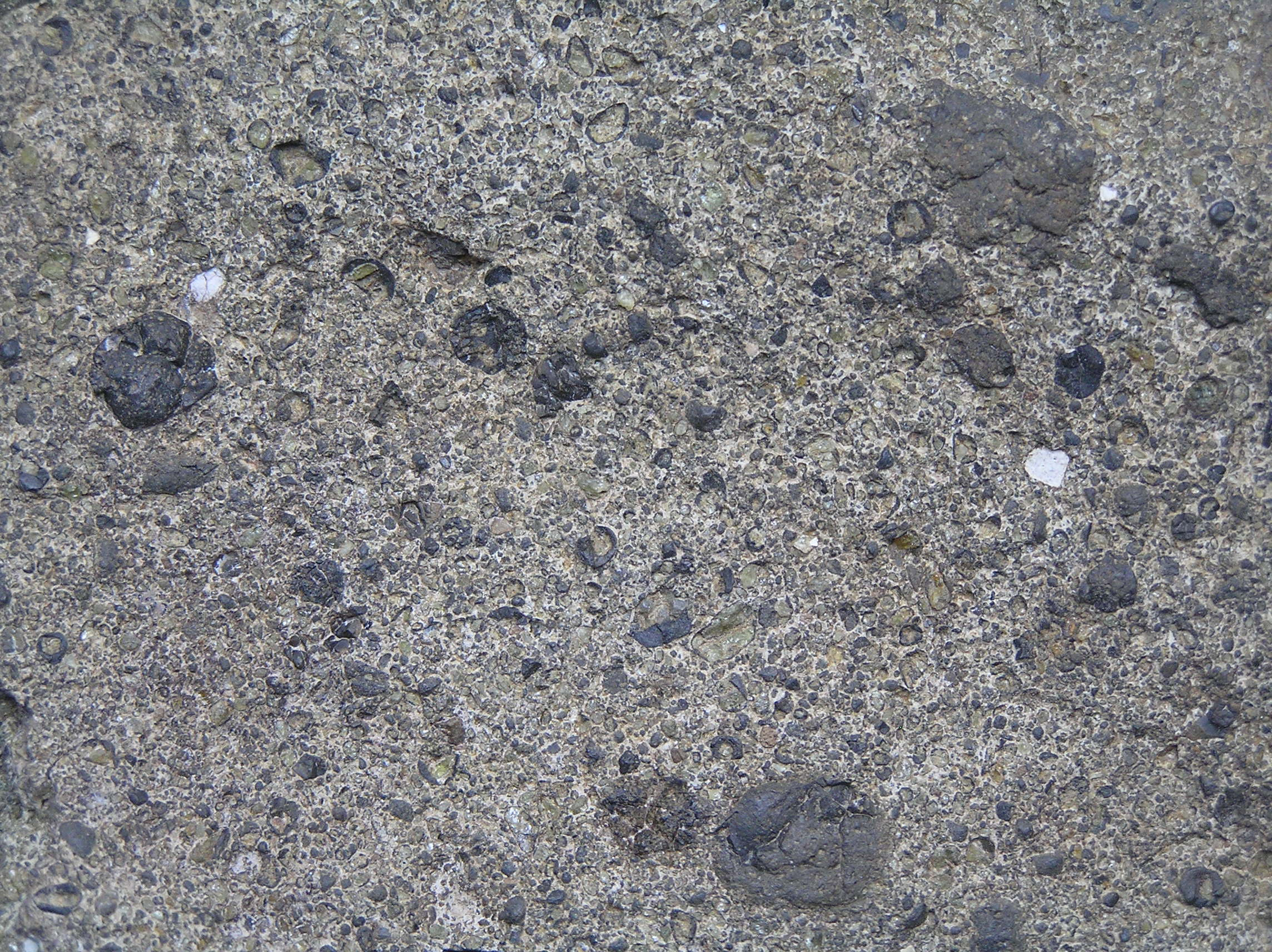
Lapilliführender Tuffit vom Calverbühl

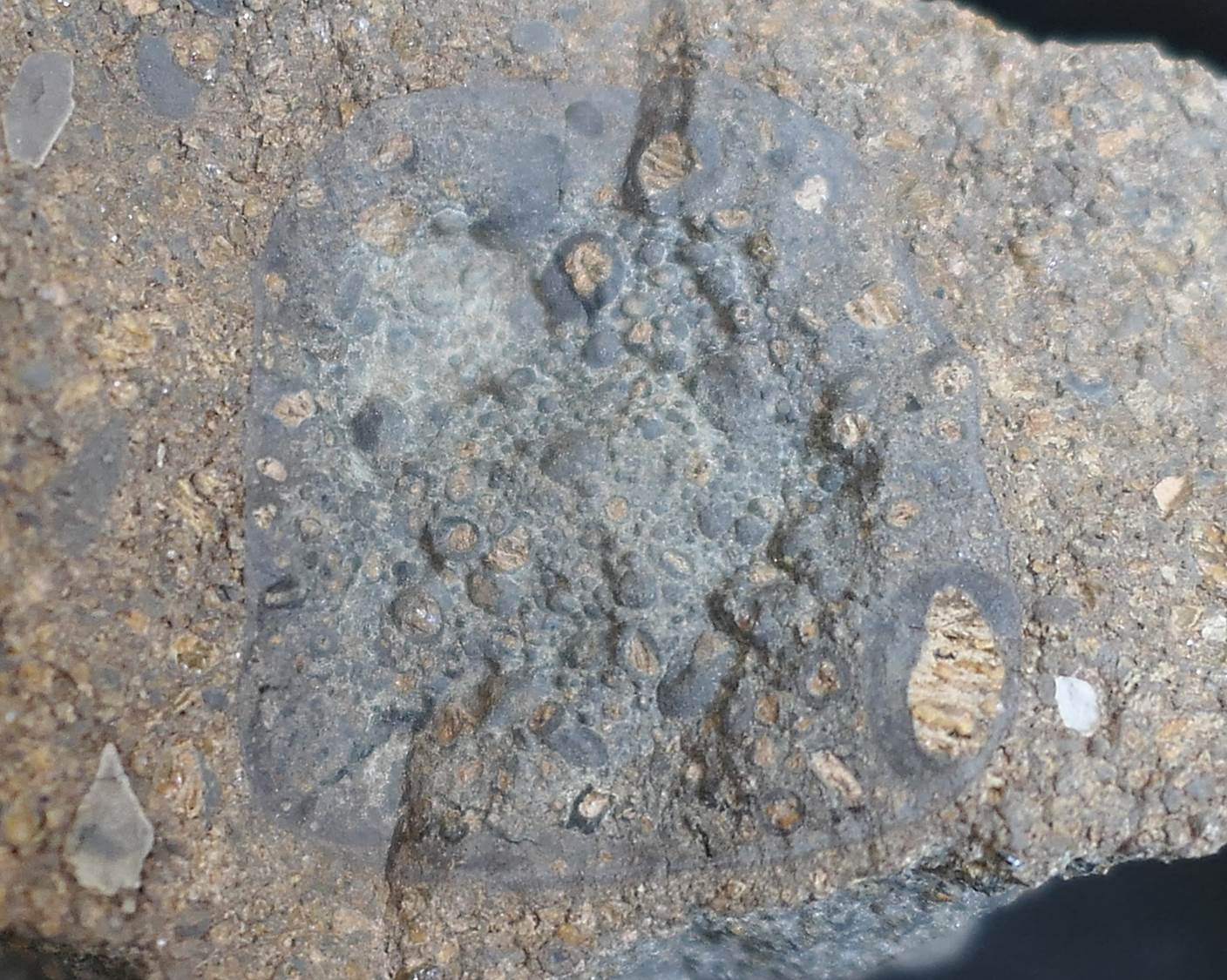
Gerundete Komponente im Tuffit, die sich aus zahlreichen Lapilli zusammensetzt (Calverbühl)

Der Calverbühl (auch Calver Bühl, früher auch Karpfenbühl) ist eine markante 509 m ü. NHN hohe Erhebung südlich von Dettingen an der Erms im Landkreis Reutlingen. Auf dem Gipfel des Calverbühls befindet sich eine Linde, die von weitem gut sichtbar ist.

## Geologie
Beim Calverbühl handelt es sich um einen kleinen Vulkanschlot des Schwäbischen Vulkans. Das Gestein zeichnet sich durch zahlreiche Lapilli aus. Geophysikalische Messungen haben ergeben, dass am Calverbühl eine starke geomagnetische Anomalie auftritt, die durch die vorhandenen ferromagnetischen Minerale (v. a. Magnetit) innerhalb des vulkanischen Gesteins verursacht wird.

In einer neueren Veröffentlichung erwähnt Otto Mäussnest, dass der Magnetismus des Calverbühl durch Blitzschläge verstärkt worden sei.

## Geschichte
Bis zur Reformation 1534 stand oben auf dem Calverbühl eine Kapelle. Die Kapelle war für die Dettinger Bevölkerung am Markustag (25. April) regelmäßig Ziel für einen Bittgang.

## Naturschutz
Der Calverbühl mit der Linde auf dem Gipfel und den Halbtrockenrasen an den Hängen steht als flächenhaftes Naturdenkmal unter Naturschutz und ist unter dem Namen Calverbühl ca. 1000 m S von Dettingen a. d. Erms am W-Hang des Ermstals auch als Geotop geschützt. Er ist sowohl in das Landschaftsschutzgebiet Reutlinger und Uracher Alb als auch in das Biosphärengebiet Schwäbische Alb eingebettet.